# Chrysochroa fulgidissima
Chrysochroa fulgidissima (тамамуси (яп. 玉虫・吉丁虫) — вид крупных жуков-златок.

## Ареал
Япония, Тайвань, Китай (Гуанси и Хайнань) и Вьетнам.

## Описание
Яркий металлически блестящий зеленоватого цвета жук длиной 30—41 мм.

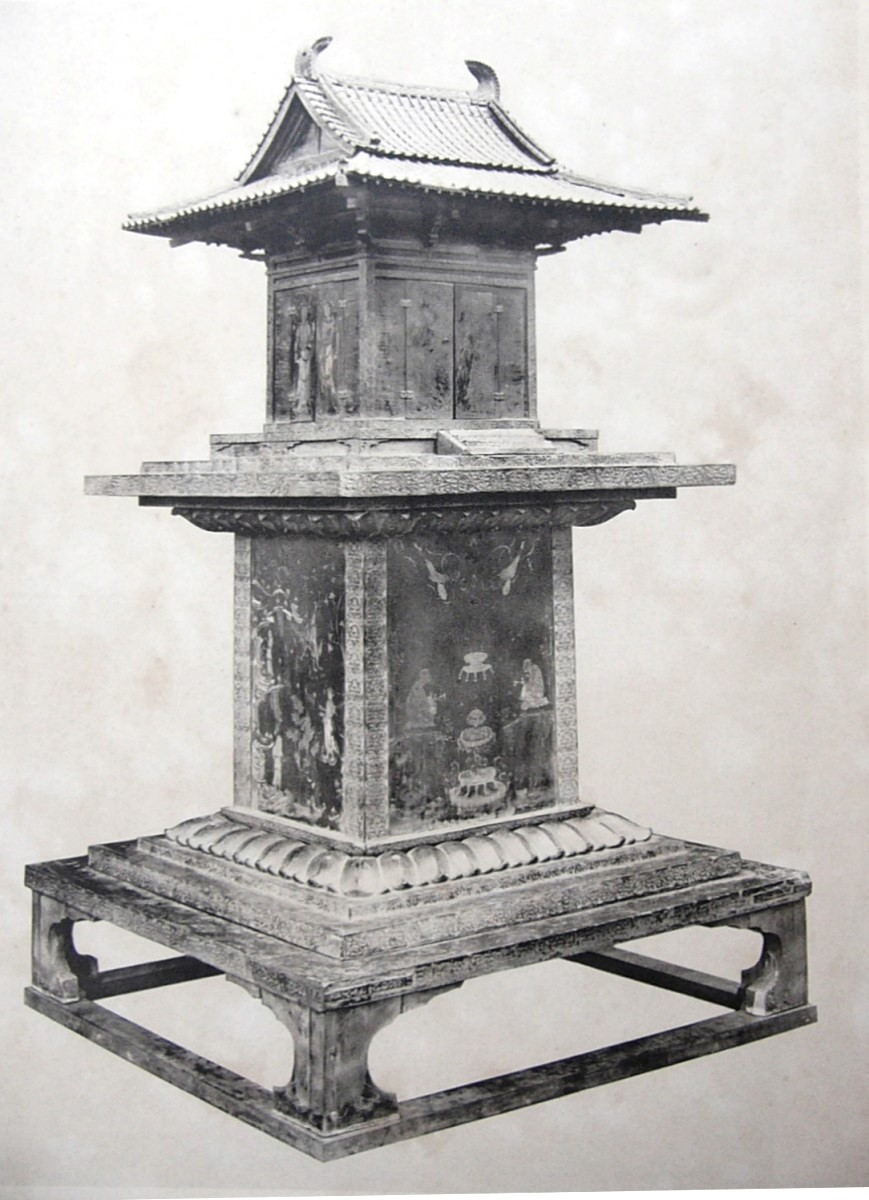
В оформлении храма Хорю-дзи использованы надкрылья жука Chrysochroa fulgidissima.

В Японии яркие надкрылья этих жуков используются для оформления, например в миниатюрах The Tamamushi-no-zushi (玉虫厨子, святыня Тамамуши), периода Асука в буддийском храме Хорю-дзи (префектура Нара, Япония), являющемся объектом Всемирного наследия ЮНЕСКО.